# ورونیکا رابرتس
ورونیکا رابرتس (انگلیسی: Veronica Roberts) بازیگر اهل بریتانیا است.
از فیلم‌ها یا برنامه‌های تلویزیونی که وی در آن نقش داشته‌است، می‌توان به طبابت در پیک، ایست‌اندرز، تپش قلب، شهر هالبی، تلفات، بریتانیای کوچک، ترفندهای نو، اما و آقای ترنر اشاره کرد.